# Bionne (Marne)
Pour les articles homonymes, voir Bionne.
La Bionne est une petite rivière du département de la Marne, dans la région Grand-Est, et un affluent gauche de l'Aisne, donc un sous-affluent du fleuve la Seine par l'Oise.

## Géographie
La Bionne prend sa source sur la commune de Somme-Bionne et se jette en rive gauche dans l'Aisne à Vienne-la-Ville.
Elle a une longueur de 15,5 km et traverse les communes de Hans, Courtémont et Dommartin-sous-Hans.

## Affluents
Ruisseau de Cramant.

## Homonyme
Elle est souvent confondue avec la Bionne située dans le Loiret.